# داهلونغا
داهلونغا (بالإنجليزية: Dahlonega, Georgia)‏ هي مدينة تقع في مقاطعة لومبكن، جورجيا بولاية جورجيا في الولايات المتحدة. تبلغ مساحة هذه المدينة 16.6 (كم²)، وترتفع عن سطح البحر 442 م، بلغ عدد سكانها 5242 نسمة في عام 2010 حسب إحصاء مكتب تعداد الولايات المتحدة.

## أعلام
- سارا كريستيان
- روس غرينبيرغ
- ويليام والاس برايس

## وصلات خارجية
- www.cityofdahlonega.com
- Cities & Counties - Georgia.gov